# Campeonato Mundial de Futebol de Salão C-20 de 2014
O Campeonato Mundial de Futebol de Salão C-20 de 2014 foi a 1ª edição do Campeonato Mundial de Futebol de Salão C-20 (FIFUSA/AMF), é uma competição de Futebol de Salão entre países na categoria até vinte anos de idade disputado nas regras FIFUSA/AMF, realizado na cidade chilena de Concepción de 18 a 24 de outubro de 2014; organizado pela Associação Mundial de Futsal e Associação Chilena de Futebol de Salão. A seleção da Argentina foi a grande campeã do torneio.

## Fase de grupos

### Grupo A
| Clubes   | Pts | J | V | E | D | GP | GS | SG  |
| -------- | --- | - | - | - | - | -- | -- | --- |
| Colômbia | 6   | 3 | 3 | 0 | 0 | 39 | 1  | 38  |
| Chile    | 3   | 3 | 1 | 1 | 1 | 22 | 7  | 15  |
| Curaçau  | 3   | 3 | 1 | 1 | 1 | 9  | 5  | 4   |
| Índia    | 0   | 3 | 0 | 0 | 3 | 1  | 58 | -57 |

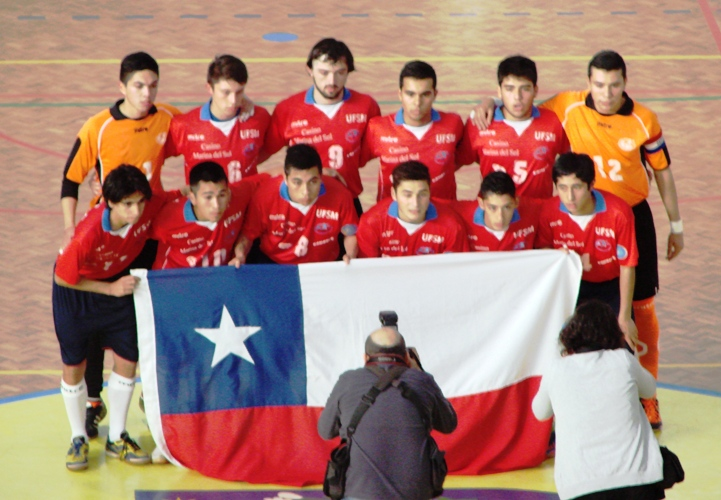
Chile, quarto colocado do Mundial.

| 18 de outubro de 2014 | Colômbia | 30 - 0 | Índia | Gimnasio Municipal de Concepción - Chile |
| 13:30 h.              |          |        |       |                                          |

| 18 de outubro de 2014 | Chile | 1 - 1 | Curaçau | Gimnasio Municipal de Concepción - Chile |
| 15:30 h.              |       |       |         |                                          |

| 19 de outubro de 2014 | Índia | 0 - 8 | Curaçau | Gimnasio Municipal de Concepción - Chile |
| 11:00 h.              |       |       |         |                                          |

| 19 de outubro de 2014 | Colômbia | 5 - 1 | Chile | Gimnasio Municipal de Concepción - Chile |
| 17:00 h.              |          |       |       |                                          |

| 20 de outubro de 2014 | Curaçau | 0 - 4 | Colômbia | Gimnasio Municipal de Concepción - Chile |
| 11:00 h.              |         |       |          |                                          |

| 20 de outubro de 2014 | Índia | 1 - 20 | Chile | Gimnasio Municipal de Concepción - Chile |
| 13:00 h.              |       |        |       |                                          |

### Grupo B
| Clubes    | Pts | J | V | E | D | GP | GS | SG  |
| --------- | --- | - | - | - | - | -- | -- | --- |
| Argentina | 6   | 3 | 3 | 0 | 0 | 28 | 2  | 26  |
| Brasil    | 4   | 3 | 2 | 0 | 1 | 9  | 14 | -5  |
| Catalunha | 2   | 3 | 1 | 0 | 2 | 10 | 11 | -1  |
| Itália    | 0   | 3 | 0 | 0 | 3 | 1  | 21 | -20 |

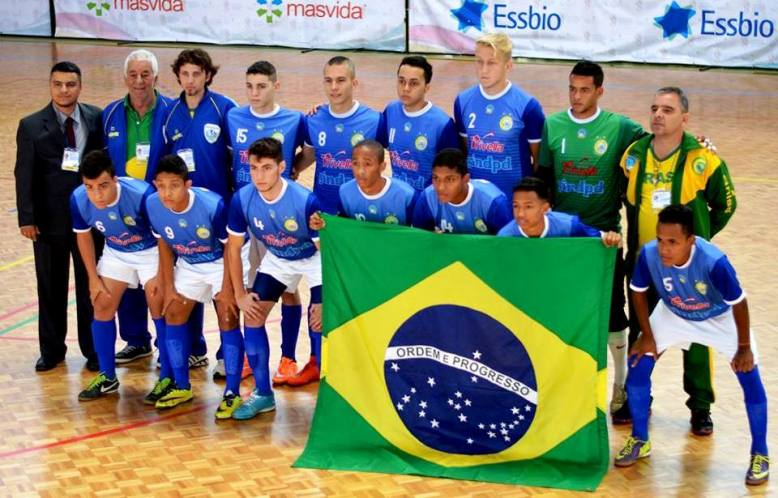
Brasil, sexto colocado do Mundial.

| 18 de outubro de 2014 | Argentina | 9 - 1 | Brasil                   | Gimnasio Municipal de Concepción - Chile |
| 17:30 h.              | Gonzalo Pires 2' (1ºT) · Lucio Moragas 13' (1ºT) · Agustin Cuel 16' (1ºT) · Agustin Cuel 9' (2ºT) · Ariel Hernandez 12' (2ºT) · Lucio Moragas 13' (2ºT) · Walter Hidalgo 17' (2ºT) · Alfredo Renzo Grasso 18' (2ºT) · Luciano Gonzalez 19' (2ºT) |       | Lucas Rodrigues 6' (2ºT) |                                          |

Argentina: Nicolas Eposto; Matias Beavenutto, Facundo Fontanella, Alfredo Renzo Grasso e Gonzalo Pires; Alejandro Soto, Matias Perez, Lucio Moragas, Luciano Gonzalez, Ariel Hernandez, Agustin Cuel e Walter Hidalgo. Técnico: Lucero Daniel.
Brasil: Igor Moreira, Gabriel Damacena, Caio Cruz, Cássio Lima e Rogério Somaio Jr.; Antunes dos Santos, Hanry Ribeiro, Jonathaan Pociano, Lucas Marques, Lucas Rodrigues, Pablo Caldas e Igor Rodrigues.  Técnico: Sávio Caldas.
| 18 de outubro de 2014 | Itália | 0 - 5 | Catalunha | Gimnasio Municipal de Concepción - Chile |
| 18:00 h.              |        |       |           |                                          |

| 19 de outubro de 2014 | Catalunha | 1 - 5 | Argentina | Gimnasio Municipal de Concepción - Chile |
| 13:00 h.              |           |       |           |                                          |

| 19 de outubro de 2014 | Itália                       | 1 - 2 | Brasil                                          | Gimnasio Municipal de Concepción - Chile |
| 20:30 h.              | Francesco Mantovan 16' (1ºT) |       | Pablo Caldas 13' (1ºT) · Pablo Caldas 17' (2ºT) |                                          |

Itália: Gabriele Diciommo; Fabio Galli, Mateo Acosta, Emanuele acehio e Luca Ferran; Marco Illicta, Andrea Padovar, Renan Marcolini, Luca Manzoni, Francesco Mantovan, Angelo Nari e Carlo Tommasino. Técnico: Alessio Arezzi.
Brasil: Igor Moreira, Gabriel Damacena, Caio Cruz, Igor Rodrigues e Pablo Caldas; Antunes dos Santos, Hanry Ribeiro, Jonathaan Pociano, Lucas Marques, Lucas Rodrigues, Rogério Somaio Jr. e Cássio Lima.  Técnico: Sávio Caldas.
| 20 de outubro de 2014 | Brasil | 6 - 4 | Catalunha                                                                                             | Gimnasio Municipal de Concepción - Chile |
| 15:00 h.              | Gabriel Damacena 8' (1ºT) · Pablo Caldas 2' (2ºT) · Pablo Caldas 3' (2ºT) · Gabriel Damacena 8' (2ºT) · Rogério Somaio Jr. 11' (2ºT) · Caio Cruz 13' (2ºT) |       | David Garcia 14' (1ºT) · Gerard Herrero 17' (1ºT) · David Rodriguez 13' (2ºT) · Joel Cortes 14' (2ºT) |                                          |

Brasil: Igor Moreira, Gabriel Damacena, Caio Cruz, Cássio Lima e Rogério Somaio Jr.; Antunes dos Santos, Hanry Ribeiro, Jonathaan Pociano, Lucas Marques, Lucas Rodrigues, Pablo Caldas e Igor Rodrigues.  Técnico: Sávio Caldas.
Catalunha: Ivan Arevalo; Abel Garcia, Roger Belmonte, Alex Perez e Gerard Herrero; David Rodrigues, Castillo Tregon, Jordi Raya, David Garcia, Jose Gusman, Christian e Joel Cortes. Técnico: Antony Marchal.
| 20 de outubro de 2014 | Itália | 0 - 14 | Argentina | Gimnasio Municipal de Concepción - Chile |
| 17:00 h.              |        |        |           |                                          |

### Grupo C
| Clubes        | Pts | J | V | E | D | GP | GS | SG  |
| ------------- | --- | - | - | - | - | -- | -- | --- |
| Paraguai      | 6   | 3 | 3 | 0 | 0 | 23 | 6  | 17  |
| Uruguai       | 4   | 3 | 2 | 0 | 1 | 11 | 7  | 4   |
| Austrália     | 2   | 3 | 1 | 0 | 2 | 8  | 14 | -6  |
| Taipé Chinesa | 0   | 3 | 0 | 0 | 3 | 5  | 20 | -15 |

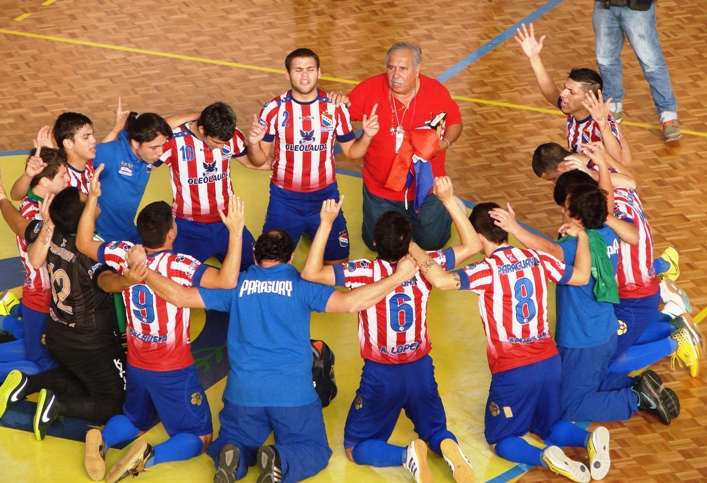
Paraguai, vice-campeão do Mundial.

| 18 de outubro de 2014 | Taipé Chinesa | 1 - 10 | Paraguai | Gimnasio Municipal de Concepción - Chile |
| 19:30 h.              |               |        |          |                                          |

| 18 de outubro de 2014 | Austrália | 0 - 4 | Uruguai | Gimnasio Municipal de Concepción - Chile |
| 21:30 h.              |           |       |         |                                          |

| 19 de outubro de 2014 | Austrália | 3 - 6 | Paraguai | Gimnasio Municipal de Concepción - Chile |
| 15:00 h.              |           |       |          |                                          |

| 19 de outubro de 2014 | Uruguai | 5 - 0 | Taipé Chinesa | Gimnasio Municipal de Concepción - Chile |
| 19:30 h.              |         |       |               |                                          |

| 20 de outubro de 2014 | Taipé Chinesa | 4 - 5 | Austrália | Gimnasio Municipal de Concepción - Chile |
| 19:30 h.              |               |       |           |                                          |

| 20 de outubro de 2014 | Uruguai | 2 - 7 | Paraguai | Gimnasio Municipal de Concepción - Chile |
| 21:00 h.              |         |       |          |                                          |

## Fase final
|  | Quartas-de-final | Quartas-de-final |           |       | Semifinal      | Semifinal      |  |  | Final | Final |
|  |                  |                  |           |       |                |                |  |  |       |       |
|  |                  |                  |           |       |                |                |  |  |       |       |
|  |                  |                  |           |       |                |                |  |  |       |       |
|  | Paraguai         | 10               |           |       |                |                |  |  |       |       |
|  | Paraguai         | 10               |           |       |                |                |  |  |       |       |
|  | Curaçau          | 1                |           |       |                |                |  |  |       |       |
|  | Curaçau          | 1                | Paraguai  | 3     |                |                |  |  |       |       |
|  |                  |                  | Paraguai  | 3     |                |                |  |  |       |       |
|  |                  | Colômbia         | 1         |       |                |                |  |  |       |       |
|  | Colômbia         | Colômbia         | 1         | 6     |                |                |  |  |       |       |
|  | Colômbia         |                  |           | 6     |                |                |  |  |       |       |
|  | Catalunha        | 0                |           |       |                |                |  |  |       |       |
|  | Catalunha        | 0                | Paraguai  | 3     |                |                |  |  |       |       |
|  |                  |                  | Paraguai  | 3     |                |                |  |  |       |       |
|  |                  | Argentina        | 5         |       |                |                |  |  |       |       |
|  | Argentina        | Argentina        | 5         | 5     |                |                |  |  |       |       |
|  | Argentina        |                  |           | 5     |                |                |  |  |       |       |
|  | Uruguai          | 1                |           |       |                |                |  |  |       |       |
|  | Uruguai          | 1                | Argentina | 8     | Terceiro lugar | Terceiro lugar |  |  |       |       |
|  |                  |                  | Argentina | 8     | Terceiro lugar | Terceiro lugar |  |  |       |       |
|  |                  | Chile            | 3         |       |                |                |  |  |       |       |
|  | Brasil           | Chile            | 3         | 2     | Colômbia       | 6              |  |  |       |       |
|  | Brasil           |                  |           | 2     | Colômbia       | 6              |  |  |       |       |
|  | Chile            | 6                |           | Chile | 0              |                |  |  |       |       |
|  | Chile            | 6                |           |       | 0              |                |  |  |       |       |
|  |                  |                  |           |       |                |                |  |  |       |       |
|  |                  |                  |           |       |                |                |  |  |       |       |

### Quartas de final
| 21 de outubro de 2014 | Paraguai | 10 - 1 | Curaçau | Gimnasio Municipal de Concepción - Chile |
| 13:00 h.              |          |        |         |                                          |

| 21 de outubro de 2014 | Argentina | 5 - 1 | Uruguai | Gimnasio Municipal de Concepción - Chile |
| 15:00 h.              |           |       |         |                                          |

| 21 de outubro de 2014 | Colômbia | 6 - 0 | Catalunha | Gimnasio Municipal de Concepción - Chile |
| 17:00 h.              |          |       |           |                                          |

| 21 de outubro de 2014 | Brasil                                            | 2 - 6 | Chile | Gimnasio Municipal de Concepción - Chile |
| 19:00 h.              | Pablo Caldas 6' (2ºT) · Lucas Rodrigues 11' (2ºT) |       | Nicolas Pedra 4' (1ºT) · Daniel Anibal 19' (1ºT) · Sebastian Araneda 4' (2ºT) · Carlos Nuñoz 6' (2ºT) · Cristian Nuñoz 7' (2ºT) · Juan Gallardo 10' (2ºT) |                                          |

Brasil: Igor Moreira, Gabriel Damacena, Caio Cruz, Cássio Lima e Pablo Caldas ; Antunes dos Santos, Hanry Ribeiro, Jonathaan Pociano, Lucas Marques, Lucas Rodrigues, Rogério Somaio Jr. e Igor Rodrigues.  Técnico: Sávio Caldas.
Chile: Francisco Mansilla; Carlos Nuñoz, Nicolas Pedra, Daniel Anibal e Juan Gallardo; Sebastian Araneda, Matias Arce, Camilo Espinoza, Francisco Marquez, Diego e Cristian Nuñoz. Técnico: Celso Marques.

### Semifinal
| 23 de outubro de 2014 | Argentina | 8 - 3 | Chile | Gimnasio Municipal de Concepción - Chile |
| 17:00 h.              |           |       |       |                                          |

| 23 de outubro de 2014 | Paraguai | 3 - 1 | Colômbia | Gimnasio Municipal de Concepción - Chile |
| 19:00 h.              |          |       |          |                                          |

### 3º e  4º
| 24 de outubro de 2014 | Colômbia | 6 - 0 | Chile | Gimnasio Municipal de Concepción - Chile |
| 15:00 h.              |          |       |       |                                          |

### 1º e  2º
| 24 de outubro de 2014 | Argentina | 5 - 3 | Paraguai | Gimnasio Municipal de Concepción - Chile  |
| 17:00 h.              |           |       |          | Árbitro: Horacio da Silveira Romel Garzón |

## Premiação
| Campeonato Mundial de Futebol de Salão C-20 de 2014 |
| --------------------------------------------------- |
| Argentina 1º título                                 |

## Resultado final

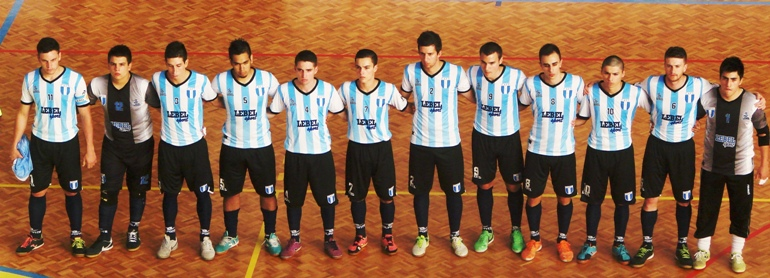
Argentina, campeã do Mundial.

| Posição | Equipe        |
| ------- | ------------- |
| 1.      | Argentina     |
| 2.      | Paraguai      |
| 3.      | Colômbia      |
| 4.      | Chile         |
| 5.      | Uruguai       |
| 6.      | Brasil        |
| 7.      | Curaçau       |
| 8.      | Catalunha     |
| 9.      | Austrália     |
| 10.     | Taipé Chinesa |
| 11.     | Itália        |
| 12.     | Índia         |